# Johan Adolf Sevén
Johan Adolf Sevén, född 23 juni 1806 i Östra Eneby socken, Östergötlands län, död 23 december 1870 i Kristianstad, var en svensk fotograf, målare och skriftställare.
Han var son till rådmannen i Örebro Samuel Sevén. Sevén blev student vid Uppsala universitet 1824 och filosofie magister 1839. Han var huvudsakligen verksam som översättare och översatte ett antal av Swedenborgs skrifter. Som målare utförde han bland annat en kopia av Johan Gustaf Sandbergs berömda porträtt av Jöns Jacob Berzelius som ingår i Östgöta nations samling samt en kopia av porträttet av rättshistoriken Johan Stiernhöök som ingår i Västmanlands-Dala nations samling. Från 1843 praktiserade han som en av de första i Sverige porträttfotografering av daguerrotypi.